# Franz Wolfgang Demont
Franz Wolfgang Demont (Burtscheid, 22 novembre 1880 – Aquisgrana, 15 giugno 1964) è stato un missionario e vescovo cattolico tedesco.

## Biografia
Iniziò il noviziato tra i Sacerdoti del Sacro Cuore di Gesù nel 1900 e nel 1905 fu ordinato prete.
Nel 1910 fu il primo procuratore missionario della provincia tedesca della sua congregazione e nel 1912 trasferì la sede della procura da Sittard a Krefeld.
Fu scelto, nel 1923, come primo prefetto apostolico della nuova prefettura di Gariep, in Sudafrica, e nel 1936 fu promosso all'episcopato ed eletto vicario apostolico di Aliwal. Nel 1929 fondò la congregazione indigena delle missionarie del Sacro Cuore.
Nel 1944 lasciò la guida del vicariato aposolico per motivi di salute e rientrò in patria, dove morì nel 1964.

## Genealogia episcopale
La genealogia episcopale è:
- Cardinale Scipione Rebiba
- Cardinale Giulio Antonio Santori
- Cardinale Girolamo Bernerio, O.P.
- Arcivescovo Galeazzo Sanvitale
- Cardinale Ludovico Ludovisi
- Cardinale Luigi Caetani
- Cardinale Ulderico Carpegna
- Cardinale Paluzzo Paluzzi Altieri degli Albertoni
- Papa Benedetto XIII
- Papa Benedetto XIV
- Papa Clemente XIII
- Cardinale Giovanni Carlo Boschi
- Cardinale Bartolomeo Pacca
- Cardinale Francesco Serra Cassano
- Arcivescovo Joseph Maria Johann Nepomuk von Fraunberg
- Cardinale Johannes von Geissel
- Vescovo Eduard Jakob Wedekin
- Cardinale Paul Ludolf Melchers, S.I.
- Cardinale Philipp Krementz
- Cardinale Anton Hubert Fischer
- Cardinale Karl Joseph Schulte
- Vescovo Joseph Vogt
- Vescovo Franz Wolfgang Demont, S.C.I.